# Jules Dubecq
Pour les articles homonymes, voir Dubec.
Pas d'image ? Cliquez ici

a Compétitions nationales et continentales officielles uniquement.

Dernière mise à jour le 13 mars 2024.
Jules Dubecq, né le 31 août 2001, est un joueur français de rugby à XV évoluant au poste d'arrière.

## Biographie
Jules Dubecq est formé à la pratique du rugby à XV dans la commune landaise de Pouillon, à l'Union sportive pouillonnaise dès l'âge de cinq ans, à partir de 2007. Au club jusqu'en catégorie cadets, il y obtient son premier titre junior.
Il joue par la suite deux saisons avec les jeunes de l'Union sportive dacquoise, dont une sous licence en 2018-2019.
En 2019, il quitte les Landes pour la Charente, intégrant les espoirs de Soyaux Angoulême XV. Durant la saison 2021-2022, il joue quelques matchs avec l'équipe senior évoluant alors en Nationale, participant à son premier match sur le terrain du Stade niçois,. Avec les espoirs, il est sacré champion de France en division « accession élite »,, inscrivant un doublé en finale.
Il signe par la suite un contrat professionnel, alors que l'équipe senior a acquis sa montée en Pro D2,, jouant son premier match professionnel dès la saison 2022-2023. Régulièrement utilisé en deuxième partie de la saison suivante, il est prolongé pour deux années supplémentaires au terme de cette dernière.

## Palmarès
- Championnat de France espoirs de 2e division :
  - Champion : 2022 avec le Soyaux Angoulême XV.